# Nannoniscus laevis
Nannoniscus laevis är en kräftdjursart som beskrevs av Menzies1962. Nannoniscus laevis ingår i släktet Nannoniscus och familjen Nannoniscidae. Inga underarter finns listade i Catalogue of Life.